# أليك كيسلر
أليك كيسلر (بالإنجليزية: Alec Kessler)‏ مواليد 13 يناير 1967 في منيابولس - الوفاة 13 أكتوبر 2007، كان لاعب كرة سلة أمريكي. بدأ مسيرته الاحترافية في سنة 1990. تم اختياره من قبل فريق هيوستن روكتس خلال الدرافت. حمل الرقم 33. بلغ طوله 6 قدم 11 بوصة (2.1 م). اعتزل اللعب في 1994. لعب مع ميامي هيت كما لعب مع أولمبيا ميلانو.

## روابط خارجية
- أليك كيسلر على موقع إن بي أي (الإنجليزية)
- أليك كيسلر على موقع سبورتس رفرنس (الإنجليزية)
- أليك كيسلر على موقع كلية كرة السلة في سبورتس رفرنس.كوم (الإنجليزية)
- أليك كيسلر على موقع ريلجم (الإنجليزية)
- أليك كيسلر على موقع بروبوليرز (الإنجليزية)
- أليك كيسلر على موقع قاعة جورجيا للمشاهير الرياضية (مؤرشف) (الإنجليزية)